# Ecchi
H或Ecchi（etchi，日語發音：[et.tɕi]）是日语俚语，指在性方面很下流的样子或这样的人，在西方也有开玩笑般的性动作（playfully sexual actions）的意思。它来自于全音素文字H的古老日语发音，其中H是变态（日语罗马化为 "hentai"）的缩写。自20世纪80年代以来，这个词也被用作性行为的委婉语。作为形容词，它有 "性吸引"、"肮脏"或 "下流"的意思；作为动词，Ecchi suru（エッチする或Hする）有"做爱"的意思；或者作为名词，形容行为淫荡的人。它也许比日语中的 "エロ"（ero，源自Eros）更柔和，且不意味着像变态（hentai）那样的性反常。

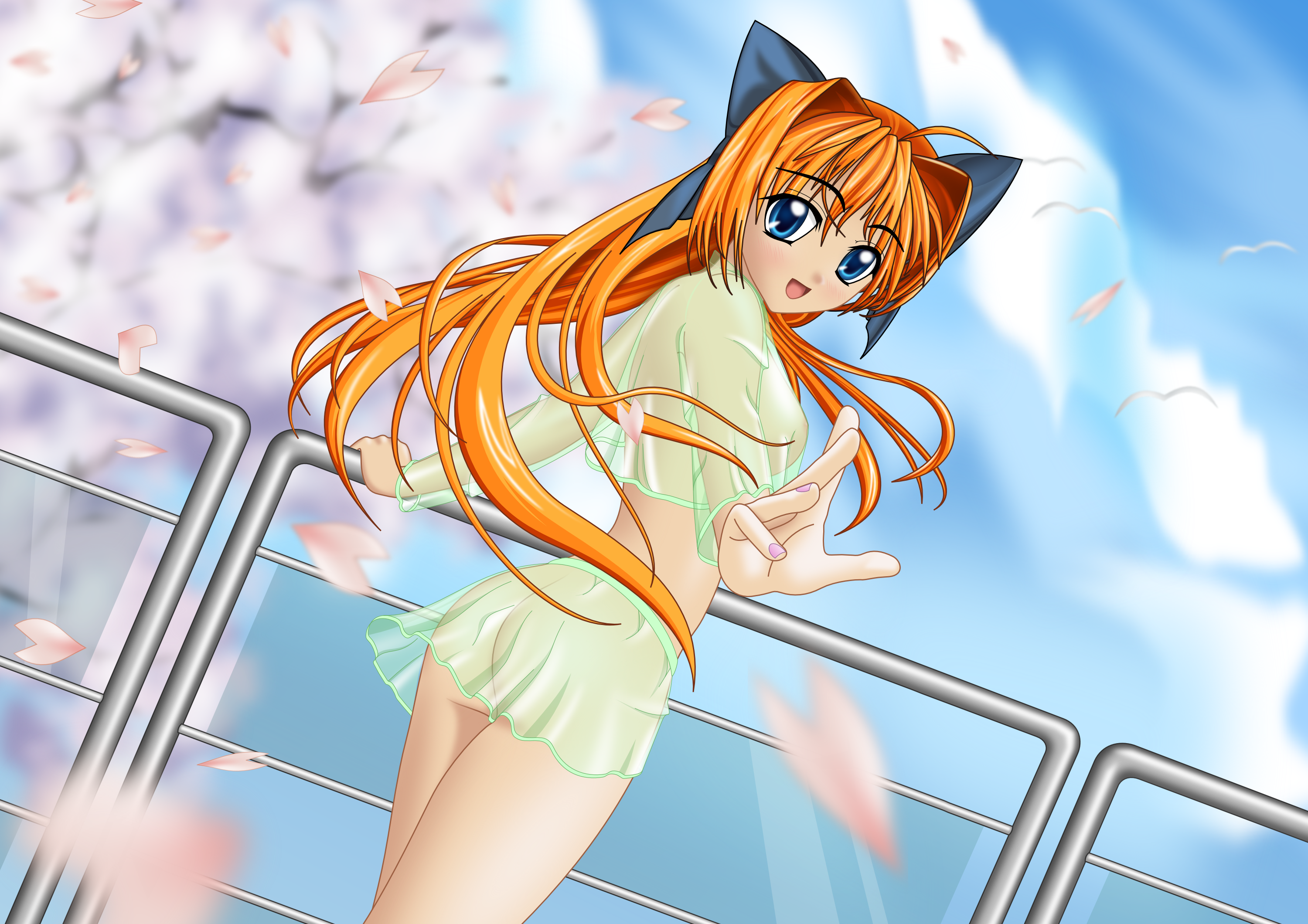
太短或太透明(湿或不湿)的衣服是作品中典型的元素，在西方被称为“Ecchi”。

Ecchi这个词已经被日本媒体的西方粉丝用来描述带有性色彩的作品。在日语中，Ecchi这个词经常被用来描述一个人的行为，但在西方粉丝中，它已经被用来指称软核或玩耍的性行为，与变态（hentai）这个词不同，后者意味着性反常或恋物癖。在西方影迷眼里Ecchi的作品并没有表现性交或生殖器，而是涉及到性主题。Ecchi主题是一种杀必死，可以在大多数喜剧少年、青年漫画和后宫动画中找到。

### 在日本
比起一般使用的词（“性行為”、“性交”），日本人喜欢使用外来语或流行语（“H”、“Sex”）。
在ACGN界，“H”也有“18禁”的含义，比如H-漫画、H-动画、H-游戏以及H小說、H文等等。